# Pinus glabra
Pinus glabra là một loài thực vật hạt trần trong họ Thông. Loài này được Walter miêu tả khoa học đầu tiên năm 1788.